# André Holgård
André Holgård (1990) è un giocatore di football americano e calciatore svedese che gioca come wide receiver; nel calcio ha sempre giocato in terza divisione o serie inferiori.
Con i Crusaders ha vinto 6 titoli nazionali e l'edizione 2015 della IFAF Europe Champions League, mentre con i Predators ha vinto 2 titoli di secondo livello.